# Toshiya Fujita (réalisateur)
Toshiya Fujita (藤田敏八, Fujita Toshiya), né le 16 janvier 1932 à Pyongyang et mort le 30 août 1997 à Tokyo, est un réalisateur et scénariste et acteur japonais.

## Biographie
Toshiya Fujita fait ses études à l'université de Tokyo. Il s'est marié avec l'actrice Miyoko Akaza (en).
Toshiya Fujita a réalisé trente films et écrits seize scénarios entre 1968 et 1988, il a aussi fait des apparitions en tant qu'acteur dans plus de vingt films entre 1968 et 1997,.

## Filmographie
Sauf indication contraire, la filmographie de Toshiya Fujita est établie à partir de la base de données JMDb.

### Réalisateur
La mention « +scénariste » indique que Toshiya Fujita est aussi auteur du scénario.
- 1967 : Hikō shōnen: Hinode no sakebi (非行少年 陽の出の叫び?) +scénariste
- 1970 : Hikō shōnen: Wakamono no toride (非行少年 若者の砦?)[3] +scénariste
- 1970 : Stray Cat Rock: Wild Jumbo (野良猫ロック ワイルドジャンボ, Nora-neko rokku: Wairudo janbo?)[4] +scénariste
- 1970 : Shinjuku Outlaw: Buttobase (新宿アウトロー ぶっ飛ばせ?) +scénariste
- 1971 : Stray Cat Rock: Beat '71 (野良猫ロック 暴走集団’７１, Nora-neko rokku: Bōsō shūdan'71?)[4]
- 1971 : Le Sable mouillé d'août (八月の濡れた砂, Hachigatsu no nureta suna?)[5] +scénariste
- 1972 : Hachigatsu wa erosu no nioi (八月はエロスの匂い?) +scénariste
- 1972 : Erosu no yūwaku (エロスの誘惑?)
- 1973 : Akai tori nigeta? (赤い鳥逃げた？?) +scénariste
- 1973 : Le Doux Parfum d'Eros (エロスは甘き香り, Erosu wa amaki kaori?)
- 1973 : Lady Snowblood (修羅雪姫, Shurayuki hime?)
- 1974 : La Lanterne rouge (赤ちょうちん, Aka chōchin?)
- 1974 : Lady Snowblood 2: Love Song of Vengeance (修羅雪姫 怨み恋歌, Shurayuki hime: Urami renga?)
- 1974 : Imōto (妹?)
- 1974 : Virgin Blues (バージンブルース, Bājin burūsu?)
- 1974 : Honō no shōzō (炎の肖像?) co-réalisé avec Akira Katō
- 1975 : Hadashi no burū jin (裸足のブルージン?) +scénariste
- 1977 : Yokosuka otoko kari shōjo: Etsuraku (横須賀男狩り 少女・悦楽?) +scénariste
- 1977 : Jitsuroku furyō shōjo: Kan (実録不良少女 姦?)
- 1978 : Kiken na kankei (危険な関係?)
- 1978 : Kaerazaru hibi (帰らざる日々?)[6] +scénariste
- 1979 : Motto shinayaka ni motto shitataka ni (もっとしなやかに もっとしたたかに?)
- 1979 : Jūhassai, umi e (十八歳、海へ?)
- 1979 : Tenshi o yūwaku (天使を誘惑?) +scénariste
- 1981 : Surō na bugi ni shitekure (スローなブギにしてくれ?)
- 1982 : Daiamondo wa kizutsukanai (ダイアモンドは傷つかない?)
- 1983 : Double Bed (ダブルベッド, Daburu beddo?)
- 1984 : Umitsubame Jō no kiseki (海燕ジョーの奇跡?) +scénariste
- 1986 : Hakō kirameku hate (波光きらめく果て?)
- 1988 : Revolver (リボルバー, Riborubā?)

### Scénariste
- 1967 : Soif d'amour (愛の渇き, Ai no kawaki?) de Koreyoshi Kurahara
- 1979 : White Love (ホワイト・ラブ, Howaito rabu?) de Tsugunobu Kotani

### Acteur
- 1969 : Les Funérailles des roses (薔薇の葬列, Bara no sōretsu?) de Toshio Matsumoto
- 1975 : Ihōnin no kawa (異邦人の河?) de Hagin Yi (ja)
- 1977 : Hitomi no naka no hōmon-sha (瞳の中の訪問者?) de Nobuhiko Ōbayashi : agent de sécurité
- 1980 : Mélodie tzigane (ツィゴイネルワイゼン, Tsigoineruwaizen?) de Seijun Suzuki : Toyojirō Aochi
- 1980 : Shiki Natsuko (四季 奈津子?) de Yōichi Higashi
- 1983 : Jotei (女帝?) d'Ikuo Sekimoto
- 1985 : Tampopo (タンポポ, Tanpopo?) de Jūzō Itami : l'homme qui a mal aux dents
- 1987 : Eien no 1/2 (永遠の１／２?) de Kichitarō Negishi
- 1990 : Tekken (鉄拳?) de Junji Sakamoto
- 1992 : Za chūgaku kyōshi (ザ・中学教師?) de Hideyuki Hirayama
- 1992 : Kanojo ga kekkon shinai riyū (彼女が結婚しない理由?) de Nobuhiko Ōbayashi
- 1993 : Nippon ichi no akujo? Masami no pawā obu rabu (日本一の悪女？ 雅美のパワーオブラブ?) de Kazuyuki Izutsu
- 1994 : Tsumi to batsu: Dotama kachiwatta roka no maki (罪と罰 ドタマかちわったろかの巻?) de Kazuyuki Izutsu
- 1994 : Nettai rakuen kurabu (熱帯楽園倶楽部?) de Yōjirō Takita
- 1995 : Hitodenashi no koi (人でなしの恋?) de Masako Matsūra (ja)
- 1996 : Nurunuru kankan (ぬるぬる燗燗?) de Yōichi Nishiyama (ja)
- 1996 : Gakkō ga abunai (学校が危ない！?) de Hirohisa Sasaki
- 1996 : Katte ni shiyagare!! Narikin keikaku (勝手にしやがれ！！ 英雄計画?) de Kiyoshi Kurosawa
- 1997 : Chikan hakusho eito: Gekijōban tsū (痴漢白書８ 劇場版II?) de Yōichi Nishiyama (ja)
- 1997 : Kosumosu (秋桜?) de Jun'ichi Suzuki (ja)
- 1997 : Time Leap (タイム・リープ, Taimu rīpu?) d'Akiyoshi Imazeki (ja)

## Distinctions
Sauf indication contraire, les informations mentionnées dans cette section peuvent être confirmées par la base de données cinématographiques IMDb,  présente dans la section « Liens externes ».

### Récompenses
- 1967 : prix du nouveau réalisateur de la Directors Guild of Japan pour Hikō shōnen: Hinode no sakebi[7]
- 1979 : prix Kinema Junpō (choix des lecteurs) du meilleur film japonais pour Kaerazaru hibi[8],[9]

### Nominations
- 1979 : prix du meilleur réalisateur pour Kaerazaru hibi et Kiken na kankei, prix du meilleur scénario pour Kaerazaru hibi aux Japan Academy Prize[10]
- 1981 : prix du meilleur acteur dans un second rôle pour Mélodie tzigane aux Japan Academy Prize[11]